# 1263 км (зупинний пункт)
1263 кіломе́тр — пасажирський залізничний зупинний пункт Одеської дирекції Одеської залізниці на лінії Колосівка — Чорноморська.
Розташований між військовий аеропортом «Буялик» та селом Якова, Лиманський район, Одеської області між станціями Буялик (3 км) та Чорноморська (6 км).
На платформі зупиняються приміські поїзди.